# Klub Sportowy Pałac Bydgoszcz 2010-2011
Questa voce raccoglie le informazioni riguardanti il Klub Sportowy Pałac Bydgoszcz nelle competizioni ufficiali della stagione 2010-2011.

## Organigramma societario
Area direttiva
- Presidente: Waldemar Sagan

Area tecnica
- Allenatore: Piotr Makowski

## Rosa
| N° | Nome               | Ruolo | Data di nascita  | Nazionalità sportiva |
| -- | ------------------ | ----- | ---------------- | -------------------- |
| 1  | Monika Naczk       | C     | 6 marzo 1984     | Polonia              |
| 2  | Ewa Nogowska       | S/O   | 23 febbraio 1975 | Polonia              |
| 3  | Katarzyna Mróz     | C     | 19 febbraio 1981 | Polonia              |
| 4  | Kinga Zielińska    | S     | 6 marzo 1988     | Polonia              |
| 5  | Patrycja Polak     | S     | 23 febbraio 1991 | Polonia              |
| 8  | Agata Skiba        | S     | 24 febbraio 1991 | Polonia              |
| 9  | Mary Spicer        | P     | 3 luglio 1987    | Stati Uniti          |
| 10 | Joanna Jagodzińska | S     | 25 novembre 1979 | Polonia              |
| 11 | Charlotte Leys     | S     | 18 marzo 1989    | Belgio               |
| 12 | Sylwia Pelc        | C     | 30 novembre 1990 | Polonia              |
| 13 | Marta Kuehn        | L     | 11 dicembre 1981 | Polonia              |
| 14 | Jana Savočkina     | P     | 28 luglio 1979   | Ucraina              |